# Dahlak Kebir
Dahlak Kebir es la mayor de las islas del archipiélago de Dahlak con 754.9 km². Situada en el mar Rojo frente a la costa de Eritrea, anteriormente conocida como Dahlak deset.
Dahlak Kebir tiene una población de alrededor de 2500 habitantes de habla dahalik. Sus principales industrias son la pesca, la recolección de pepino de mar (Holothuroidea) y el turismo.
El pueblo de Dahlak Kebir se encuentra en el oeste de la isla y es conocido por sus antiguas cisternas y la necrópolis, que data de por lo menos el año 912. También es conocida por sus fósiles. Otras características de la isla son las ruinas preislámicas de Adel, la vida silvestre y los manglares. Los ferries la conectan con la ciudad de Massawa y con varias islas más pequeñas.